# Fehérarcú őszapó
A fehérarcú őszapó (Aegithalos leucogenys) a verébalakúak (Passeriformes) rendjébe, ezen belül az őszapófélék (Aegithalidae) családjába és az Aegithalos nembe tartozó faj. 11 centiméter hosszú. Afganisztán, India és Pakisztán erdős, bokros területein él. Rovarokkal és pókokkal táplálkozik. Márciustól májusig költ.

## Fordítás
- Ez a szócikk részben vagy egészben  a   White-cheeked bushtit című angol Wikipédia-szócikk fordításán alapul.  Az eredeti cikk szerkesztőit annak laptörténete sorolja fel. Ez a jelzés csupán a megfogalmazás eredetét és a szerzői jogokat jelzi, nem szolgál a cikkben szereplő információk forrásmegjelöléseként.